# Vase Tristan et Yseult
Tristan et Yseult est une œuvre du musée des Beaux-Arts de Nancy. Le vase a été réalisé par la manufacture Daum en collaboration avec Jacques Grüber vers 1897. Le vase a été acheté par le musée à la Cristallerie Daum en 1983 avec l'aide du Fonds Régional d'Acquisition pour les Musées.
Ce vase fait partie des pièces exceptionnelles créées par Jacques Grüber pour la manufacture Daum qui étaient destinées à valoriser le savoir-faire de la cristallerie lors des grandes expositions internationales.

## Décor
Le décor du vase est inspiré par le mythe médiéval de Tristan et Yseult, remis à l'honneur à la fin du XIXe siècle par l'opéra de Richard Wagner. Il représente, sur la face principale, les deux protagonistes du mythe en silhouettes noires, de profil sur un fond orangé. De l'autre côté, une branche aux motifs floraux a une vocation plus décorative. L'influence de la céramique antique est également perceptible.
L'utilisation de figures humaines pour le décor de ce vase est exceptionnelle dans la production Daum post-1898. Celles-ci se limitent à l'évocation de thèmes antiques, mythologiques ou médiévaux, comme ce vase mais aussi les autres collaborations entre Daum et Grüber tels que Le Rêve d'Elsa ou L'Heure calme.

## Techniques
La pièce est en verre soufflé-moulé multicouche, gravé à la roue et martelé. Le pied a été réalisé en application.

## Expositions
Le vase a été présenté lors des expositions suivantes :
- exposition universelle de 1897[3]
- stand d'exposition de Daum Frère à l'Exposition Universelle de Paris en 1900[4],[5]
- Cent ans de verre et de cristal, Musée des Beaux-Arts de Nancy, 1977-1978[3]
- Le lyrisme de la Nature. Exposition des œuvres de Daum, Metropolian Teien Art Museum,  janvier à mars 1993[3].
- Richard Wagner, visions d'artistes, d'Auguste Renoir à Anselm Kiefer, du 23 septembre 2005 au 29 janvier 2006, au musée Rath de Genève[3]
- Jacques Gruber et l'Art Nouveau, un parcours décoratif, du 16 septembre 2011 au 22 janvier 2012 aux galeries Poirel de Nancy. Exposition organisée par la ville de Nancy et le musée de l'Ecole de Nancy